# Université du Cap-Occidental
Ne doit pas être confondu avec Université du Cap.
L'université du Cap-Occidental (en afrikaans, Universiteit van Wes-Kaapland, en anglais, University of the Western Cape) est une université publique d'Afrique du Sud. Elle est située à Bellville, dans la banlieue du Cap (province du Cap-Occidental).

## Personnalités liées à l'université

### Professeurs
- Priscilla Baker

### Étudiants
- Bience Gawanas
- Thabo Makgoba
- Taghmeda Achmat (1964-), militante lesbienne sud-africaine.
- Senamile Masango (1987-2025), chercheuse sud-africaune en physique des particules.